# Pic du Montcalm
Pour les articles homonymes, voir Montcalm.
Le pic du Montcalm est un sommet des Pyrénées françaises culminant à 3 077 mètres et situé sur la commune d'Auzat dans le département de l'Ariège en région Occitanie.

## Toponymie
Jusqu'au XIXe siècle la graphie Moncal était couramment utilisée (exemple : de la Blottière, 1725).

## Géographie

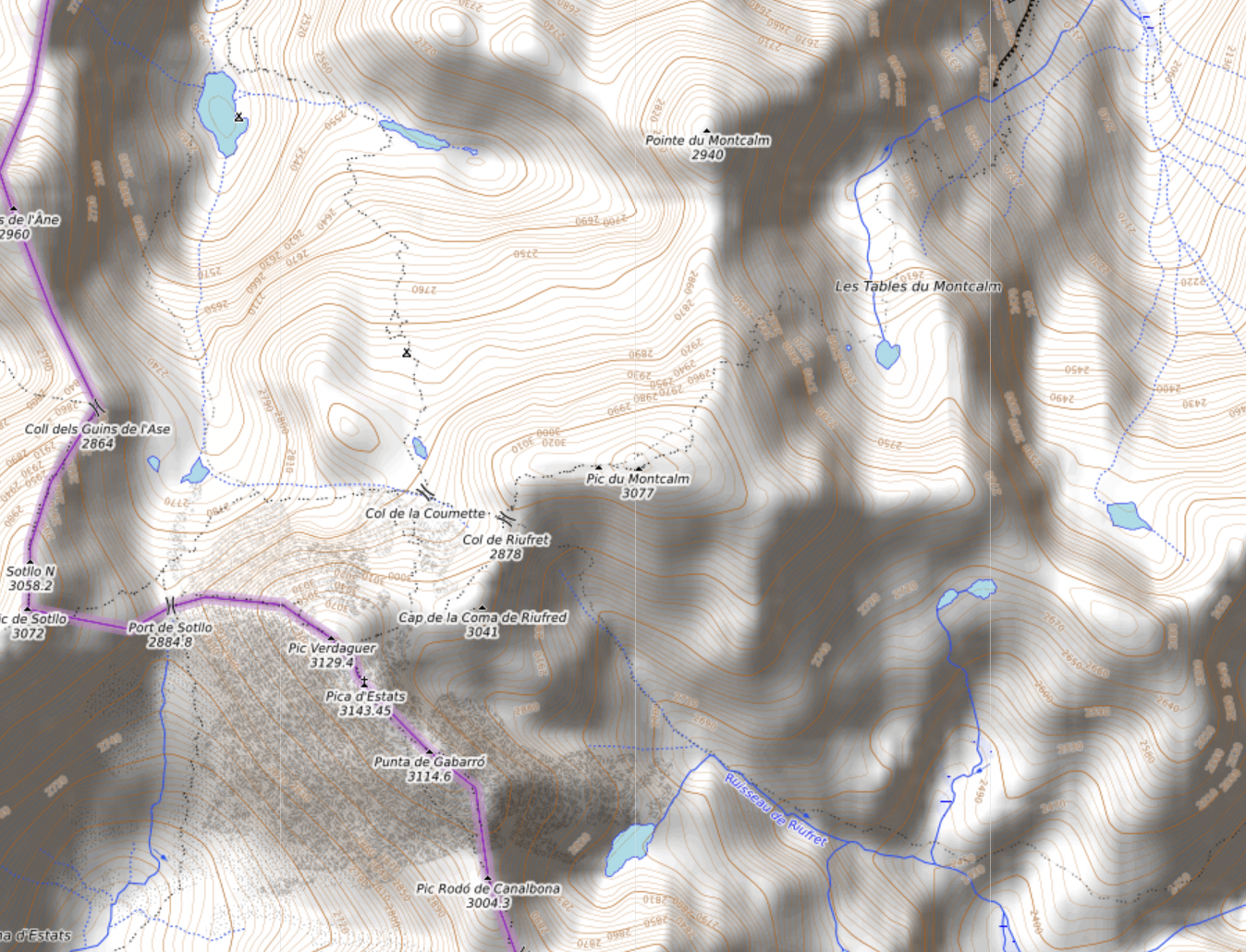
Carte topographique.

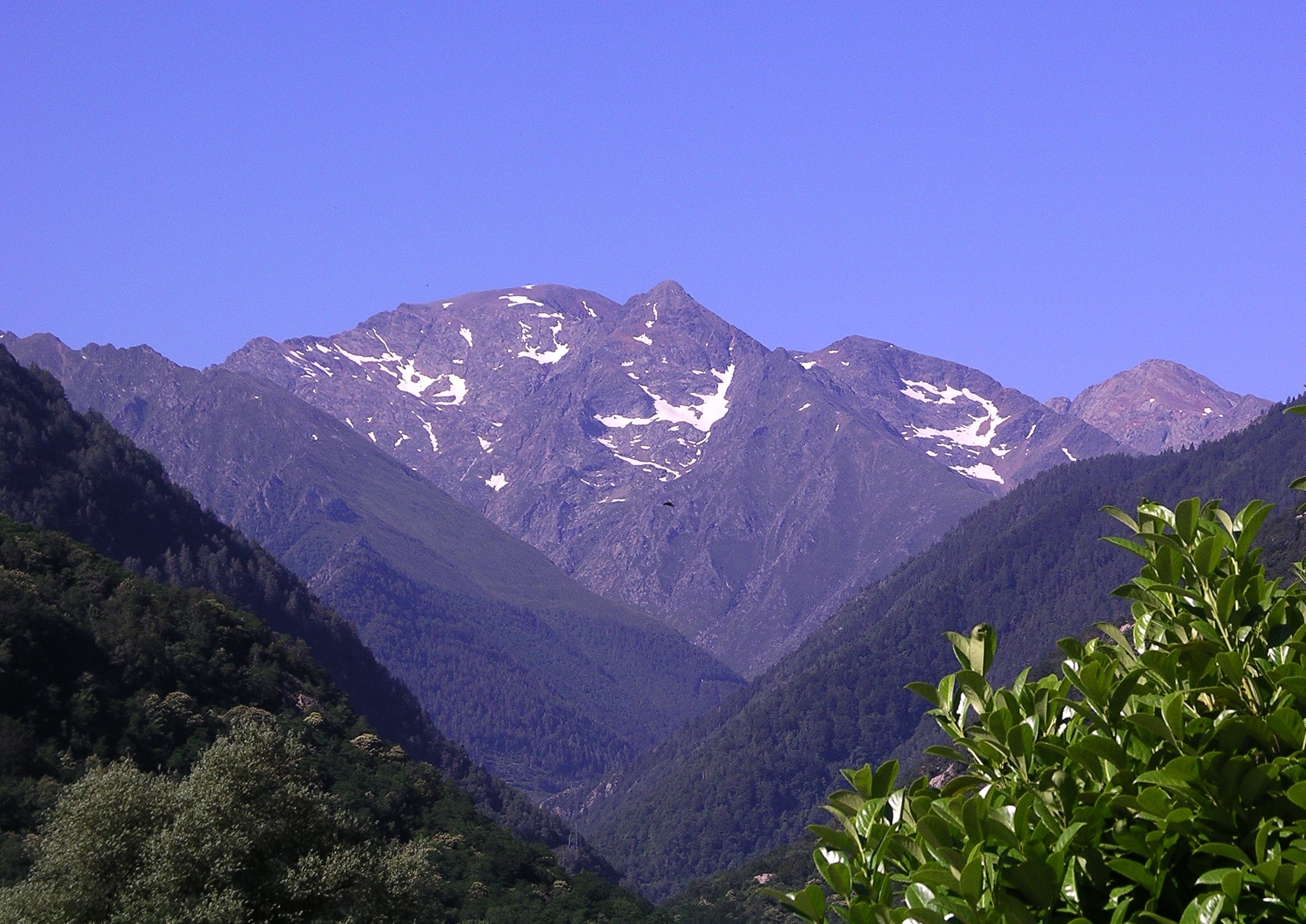
Le pic du Montcalm depuis la vallée de Vicdessos. Le pic proprement dit (3077 mètres) est l'arête ronde au centre en arrière-plan ; plus aiguë sur le devant : la pointe de Montcalm, sommet secondaire à 2940 mètres.

### Topographie
Situé dans le département de l'Ariège au sud d'Auzat dans le Vicdessos, il se trouve légèrement en retrait de la crête frontière. C'est le plus oriental des sommets pyrénéens dépassant 3 000 m entièrement en France.
La pique du Montcalm (comme il s'appelle en Ariège), la pique d'Estats et le pic du Port de Sullo sont les trois principaux sommets du massif du Montcalm, les deux derniers étant frontaliers avec l'Espagne et la pique d'Estats étant le plus haut sommet de Catalogne.
La pointe du Montcalm, sommet secondaire du massif, est plus aiguë que l'arête sommitale proprement dite qui est ronde comme un dos d'éléphant ; cette pointe se situe en avant-plan lorsque le massif est vu depuis Auzat (vallée de Vicdessos) et semble par erreur de ce fait plus haute que le pic lui-même en arrière-plan ; mais elle culmine pour sa part à 2 940 mètres.
Le sommet est situé dans le périmètre du parc naturel régional des Pyrénées ariégeoises.

### Climat
Le climat est de type montagnard atlantique. Parmi les 28 balises Nivôse de Météo-France, deux se trouvent en Ariège, dont celle du port d'Aula à 2 140 m, assez proche du pic du Montcalm.

## Histoire

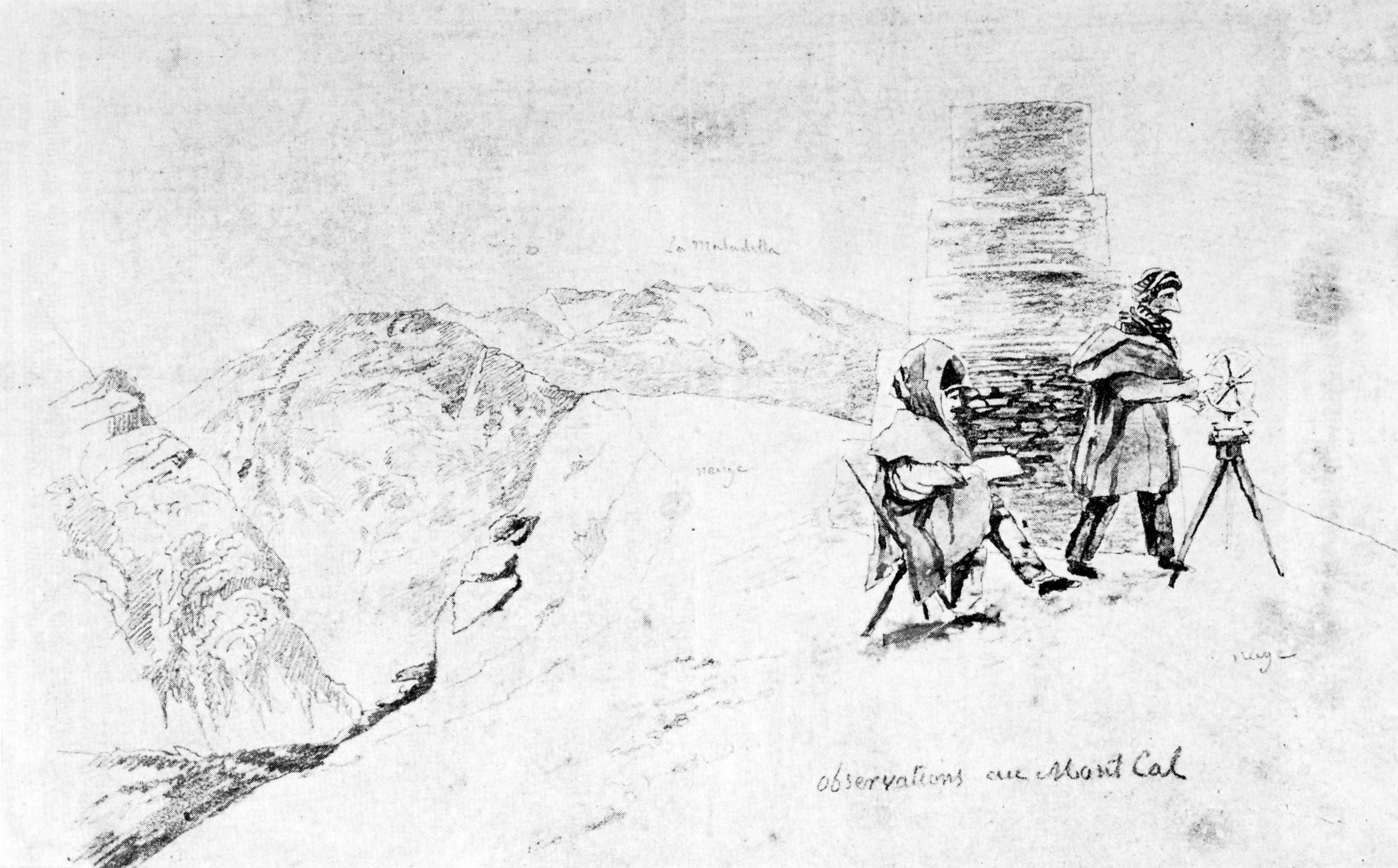
Corabœuf et Testu observant au Montcalm, dessin de Testu (1827).

Le premier récit de l'ascension du Montcalm est écrit par Candolle après son ascension du 18 juillet 1807 accompagné du guide Simon Faure,.
En 1817, Reboul et Vidal établissent l'altitude du Montcalm à 1 668 toises (3 250 m) à partir de mesures effectuées dès 1789 au pic de Crabère et au pic de Saint-Barthélemy.
En 1827, un signal géodésique est installé au sommet dans des conditions difficiles par le lieutenant-colonel Corabœuf et le lieutenant Testu. C'est un point de premier ordre dans le cadre de la triangulation de la France à la base de la carte d'état-major. Le sommet fait maintenant partie du réseau de détail français du RGF93, sous la référence 0903001.

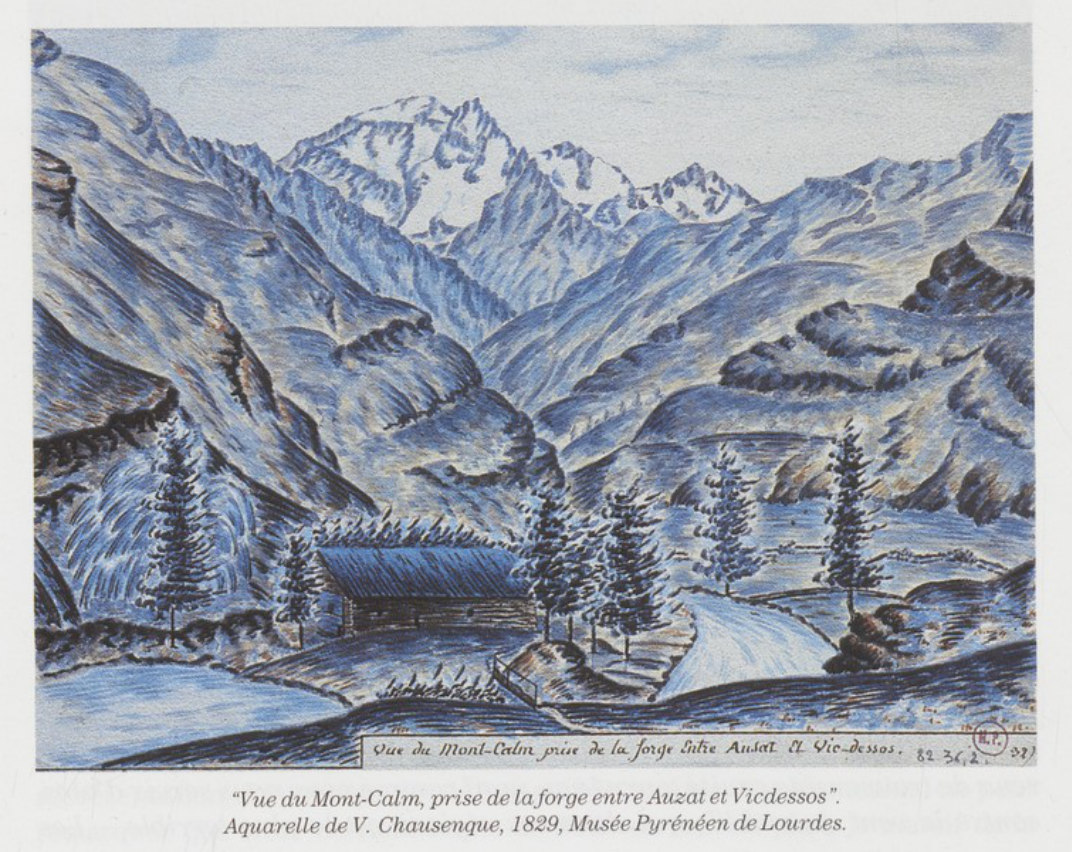
Vue du Mont-Calm, prise de la forge entre Auzat et Vicdessos (dessin aquarellé de Vincent de Chausenque, 1829, musée de Lourdes).
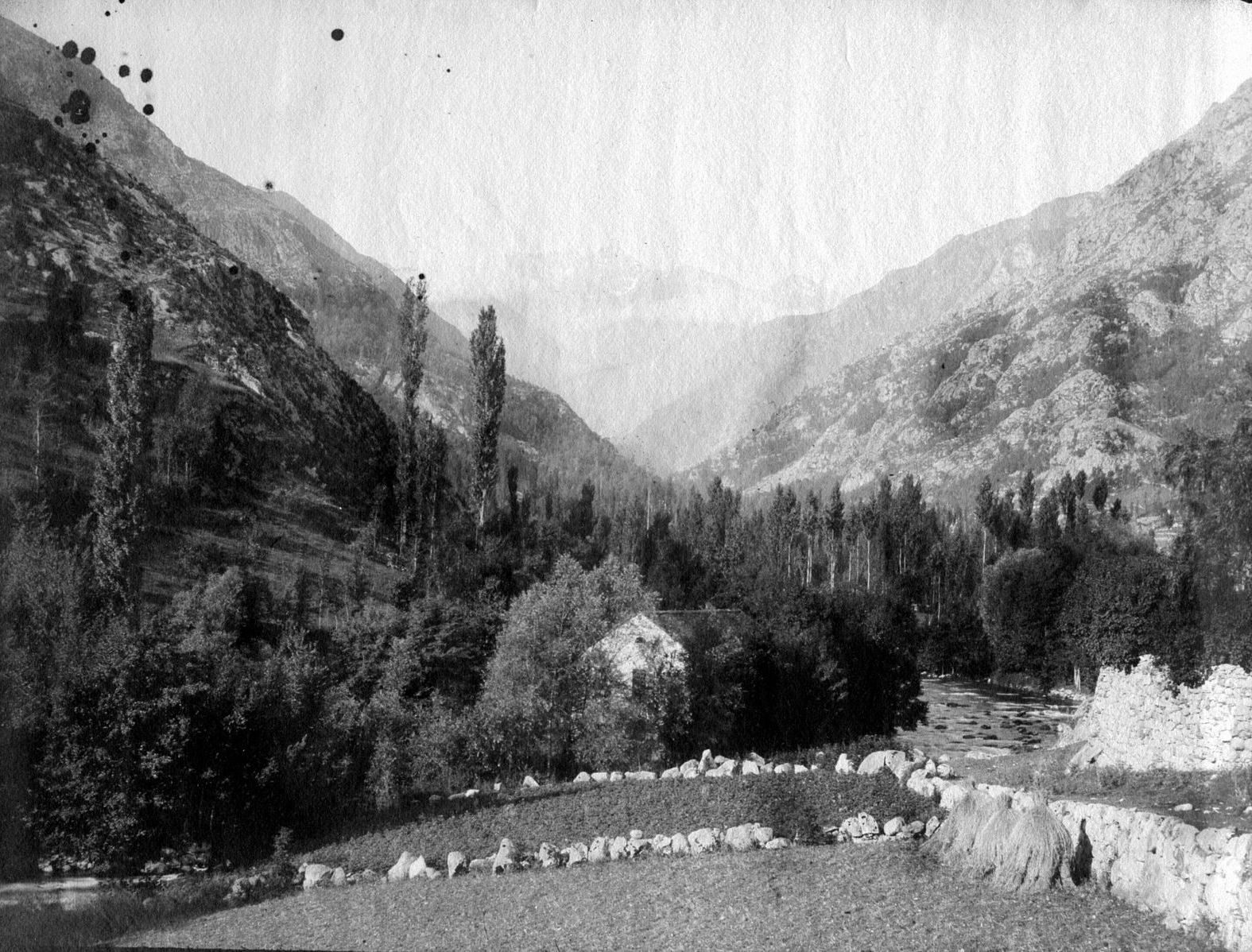
Le pic du Montcalm vu de la forge d'Auzat (cliché Eugène Trutat, 17 juillet 1882, bibliothèque de Toulouse).

## Activités

### Voies d'accès

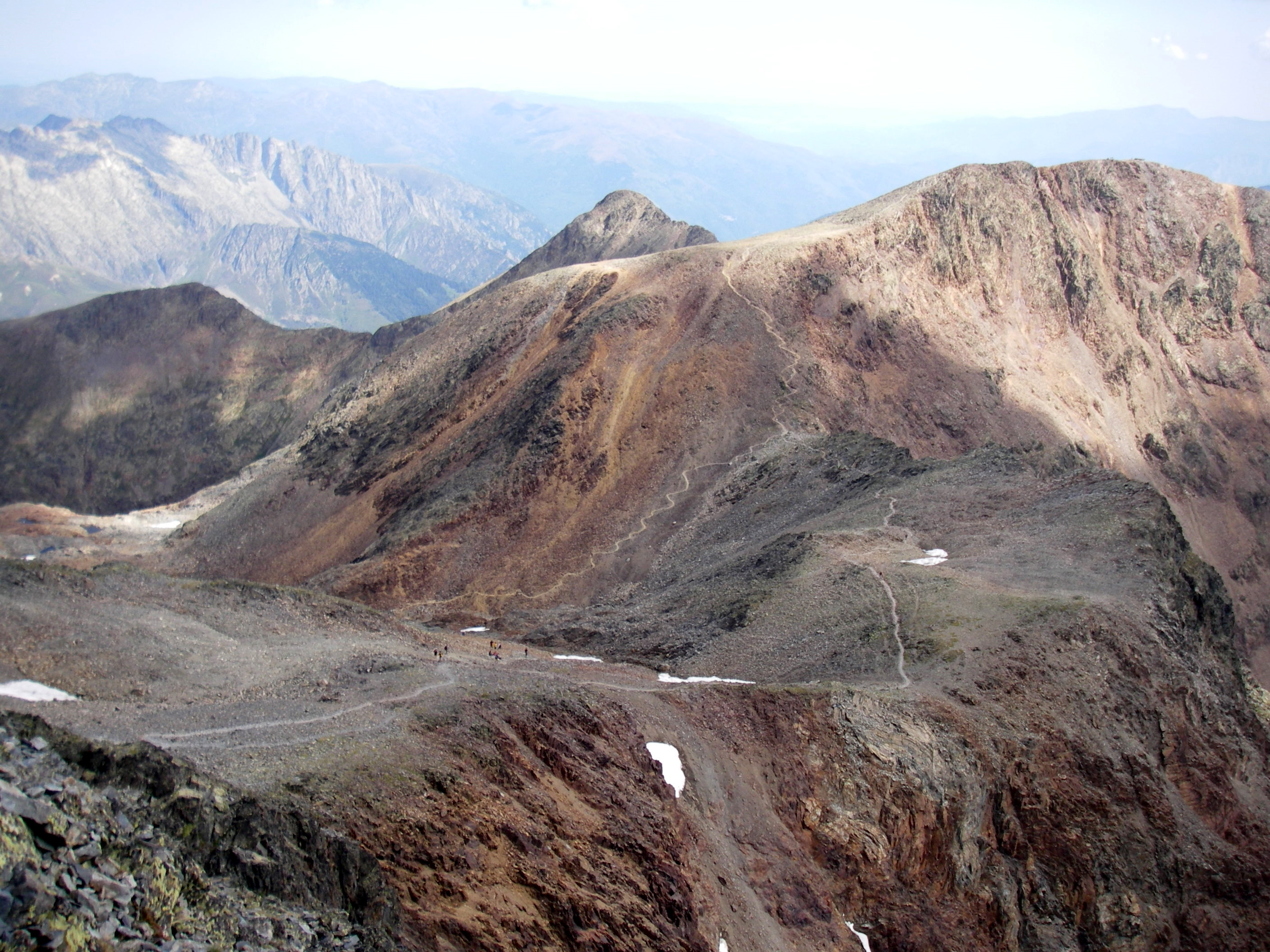
Vue du col et du chemin au fond montant au pic du Montcalm. Au premier plan, le chemin pour la montée finale vers la pique d'Estats.

Côté français, trois principaux itinéraires sont possibles pour aborder la pique :
- Par le vallon de Pujol et le Pla Subra : cet itinéraire était l'ancien itinéraire normal, utilisé dès l'époque des pionniers du pyrénéisme[9]. Cet itinéraire débute au chalet du Montcalm (parfois appelé aussi « refuge du Montcalm ») situé au bord de la route de l'Artigue, à 1 km après le hameau de Marc. Les vestiges de ce chalet en bois subsistent encore, mais dans un état de dégradation avancée. Certains passages difficiles de cet itinéraire historique, en dessous et au-dessus des « Tables du Montcalm » ont contribué à son délaissement progressif comme voie d'accès normale.
- Par la vallée de Soulcem et le couloir de Riufret : certains passages difficiles en font plus un itinéraire de montée que de descente (passage d'éboulis dans une cheminée…). Il n'est plus indiqué aujourd'hui que par des cairns et un balisage sporadique.
- Par le refuge du Pinet situé à côté du lac du même nom : ce chemin, balisé en rouge et blanc, est désormais l'itinéraire le plus emprunté, car plus facile, notamment pour la descente. C'est l'itinéraire utilisé lors de la première[10] (18 juillet 1807) relatée par Augustin Pyrame de Candolle, à partir du camp établi à l'étang Sourd, après une tentative infructueuse effectuée la veille par la voie plus directe de l'arête N (cap de la Desse, pointe du Montcalm)[11].

On peut également y accéder par le versant espagnol depuis la commune d'Alins par le val Ferrera ; l'accès se fera cependant en passant préalablement par la pique d'Estats d'où l'on rejoindra le Montcalm par le col du même nom situé légèrement en contrebas, versant français.

### Challenge du Montcalm
Mi-août s'y déroulent plusieurs épreuves d'athlétisme en montagne dont le marathon du Montcalm (2 sommets à plus de 3 000 m) organisé depuis 1990, mais aussi un kilomètre vertical et différentes autres épreuves,. En 2019, 1 700 coureurs de 17 nationalités ont été accueillis.